# 佐々木敬介
佐々木 敬介（ささき けいすけ、1936年（昭和11年）7月25日 - 1998年（平成10年）10月5日）は、日本の工学者。工学博士（慶應義塾大学）。慶應義塾大学名誉教授、千歳科学技術大学初代学長。北海道函館市出身。

## 略歴
慶應義塾大学工学部電気工学科卒業。同大学院工学研究科博士課程修了。同年、同工学部助手。慶応義塾大学大学工学部助教授。慶應義塾大学工学部教授。1998年（平成10年）千歳科学技術大学初代学長。同年病に伏し同退職。間もなく病没。

## 研究領域
専門は電気工学。光ファイバーなどの光科学（ホトニクス）の権威。

## 主要論文
- 浜野修と共同執筆『光導波形色素レ-ザと方向性結合増幅器』（電子通信学会論文誌 C 65(3)、1982年）
- 『非線形光学デバイス』（光技術コンタクト 27(7)、1989年）
- 多加谷明広・小池康博と共同執筆『プラスチックファイバー光増幅器』（應用物理 64(1)、1995年）